# رابونزل (فلم)
رابونزل (بالإنجليزية: Tangled) هو فيلم رسوم متحركة موسيقيّ أمريكيّ من إنتاج استوديوهات والت ديزني للرسوم المتحركة. يعتبر الفيلم الخمسين في سلسلة كلاسيكيات والت ديزني السينمائية. وضمّ الفيلم أصوات الممثلين ماندي مور، وزاكاري ليفاي، ودونا مرفي. معظم قصة الفيلم مقتبسة عن الحكايّة الخرافيّة الألمانيّة رابونزل، والتي هي من تأليف الأخوين غريم. بدأ عرض الفيلم في السينمايات العاديّة وثلاثية الأبعاد في تاريخ 24 نوفمبر، 2010. حتى الآن، يعتبر الفيلم ثاني أعلى الأفلام كلفة في التاريخ بميزانية قدرها 260 مليون دولار، حيث حلّ تالياً في الترتيب للجزء الثالث من قراصنة الكاريبي الذي بلغت ميزانيته 300 مليون دولار. يعد رابونزل أيضاً أغلى فيلم رسوم متحركة. أصدرت النسخة العربية من الفيلم باللهجة العامية في سنة 2010. عرض الفيلم بنسخة مدبلجة باللغة العربية الفصحى على تلفزيون ج، بتاريخ 28 مارس 2013. حيث كان أول فيلم لديزني يعرض على القناة.
قبل إصدار الفيلم، تم تغيير عنوانه من رابونزل إلى تانجيلد، وذلك لتسويق الفيلم بطريقة محايدة بين الجنسين. قضى فيلم تانجيلد ست سنوات في الإنتاج بتكلفة تقدر بـ 260 مليون دولار، والتي إذا كانت دقيقة، ستجعله أغلى فيلم رسوم متحركة على الإطلاق وواحد من أغلى الأفلام على الإطلاق. استخدم الفيلم أسلوبًا فنيًا فريدًا من خلال المزج بين ميزات الصور التي تم إنشاؤها بواسطة الكمبيوتر (CGI) والرسوم المتحركة التقليدية أثناء استخدام العرض غير الواقعي لخلق انطباع عن اللوحة. عاد الملحن آلان مينكين، الذي عمل على ميزات رسوم متحركة سابقة لشركة ديزني، ليسجل تانجيلد.
تم عرض تانجيلد لأول مرة في مسرح الكابتن في 14 نوفمبر 2010، ودخل حيز الإصدار العام في 24 نوفمبر. حصل الفيلم على 592 مليون دولار من عائدات شباك التذاكر في جميع أنحاء العالم، 200 مليون دولار منها في الولايات المتحدة وكندا، وأشاد النقاد والجماهير بسبب الرسوم المتحركة والكتابة والشخصيات والنتيجة الموسيقية. تم ترشيح الفيلم لعدد من الجوائز، بما في ذلك أفضل أغنية أصلية في حفل توزيع جوائز الأوسكار الـ 83. تم إصدار الفيلم على بلو راي ودي في دي في 29 مارس 2011 ؛ تم إصدار فيلم قصير بعنوان رابونزل في تبات ونبات في وقت لاحق في عام 2012 وتم عرض مسلسل تلفزيوني لأول مرة في عام 2017.

## بداية قصة رابونزل
سقطت قطرة ضوء من السماء على الأرض ونمت مكان سقوطها زهرة عجيبة لها القدرة على شفاء الناس من أي عجز أو مرض حل به ومن يعرف بمكان هذه الزهرة امرأة عجوز اسمها غوثل (أو غوثم) وفي مكان قريب من هناك نشأت مملكة ويحكمها ملكان طيبان وحملت الملكة بالطفل الأول لكنها مرضت مرضا شديدا وأمر الملك بالبحث عن تلك الزهرة ولكن العجوز لم تشأ ان يأخذوها لانها كانت تستخدمها في الحفاظ على شبابها من خلال غناء أغنية لها وحاولت منعهم من أخذ الزهرة لكنها لم تنجح وشفيت الملكة بفضل قوة الزهرة ورزق الملك والملكة بطفلة جميلة ذات شعر أشقر وسميها رابونزل (Rapunzel) لكن الامرأة الشريرة لم تتدع الطفلة وشانها حيث انها اقتحمت القصر واقتربت من الفتاة واضاء شعرها الذهبي اللون واستعادت المرأة شيئا من شبابها وعندما حاولت ان تقص خصلة من شعر الطفلة لتحتفظ بها تغير لون تلك الخصلة واستحال لونها من الذهبي إلى البني فقامت العجوز الشريرة بخطف الطفلة وأخذها إلى برج بعيد عن العيون وتربيها على أنها ابنتها وفي هذه الاثناء يبحث الملك والملكة عن ابنتهما ويطلقان كل سنة يوم عيد ميلادها (كما فعلا يوم ولادتها) مصابيح مضيى ة في السماء والفتاة الصغيرة ربانزل تراقبها من البرج وتتمنى ان تعرفها وتراها عن قرب.
بعد مرور ثمانية عشر عاماً، لا تزال ربانزل تعيش في البرج مع حيوانها الأليف، والذي هو حرباء يدعى باسكال (Pascal). برغم أن رابونزل كانت سعيدة وهي آمنة في داخل البرج، لا طالما تطلعت لرؤية العالم الخارجيّ. طلبت رابونزل من جوثل السماح لها برؤية الأضواء العائمة في يوم عيد ميلادها، ولكن جوثل نفت بطلبها قائلةً أن العالم مليء بالناس الذين يطمعون بقدرات شعر رابونزل لأنفسهم. وفي الوقت نفسه، مجموعة من اللصوص بقيادة فلين رايدر (Flynn Rider) قاموا بسرقة تاج الأميرة المفقودة من القلعة. ثم تخلى فلين عن شركائه وقرر الاختباء في برج رابونزل من بعد أن وجده. وخلال مطاردة اللصوص، انفصل حصان قائد الحرس والذي يدعى مكسيموس واستمر في البحث عن فلين من تلقاء نفسه. وعندما دخل فلين البرج، قامت رابونزل بضربه على رأسه ففقد الوعي، ثم سجنته في خزانة الملابس وخبئت التاج الذي كان مع فلين.
خططت رابونزل أن تبوح عن فلين إلى جوثل، ولكن بعد عودتها إلى نفس المحادثة من قبل، غضبت جوثل وصرخت في وجه رابونزل بأنها لن تترك البرج أبداً. وعندما أدركت رابونزل أن جوثل لن تسمح لها بالذهاب، طلبت رابونزل من جوثل أن تجلب لها طلاءً خاصا والذي سوف يستغرق ثلاثة أيام للوصول إلى المكان الذي توجد فيه المادة اللتي يصنع منعها. ترددت جوثل في البداية لأنها ستكون رحلة طويلة، ولكنها وافقت أخيراً عندما وعدتها رابونزل أنها لن تسأل مرة أخرى عن مغادرة البرج. بعد رحيل جوثل، عقدت رابونزل اتفاقا مع فلين—قالت أنها ستعيد له التاج شرط أن يكون فلين مرافقاً لها في الطريق للأضواء العائمة وطريق العودة إلى البرج. وبينما كانت رابونزل متحمسة كونها أخيراً حرة طليقة، سرعان ما بدأت تتحير بين الحرية وتأنيب الضمير لها. وفيما كان الحرس الملكي يواصلون بحثهم عن اللصوص، وجدت جوثل الحصان مكسيموس وأصبحت قلقة عندما أدركت أن راكب الحصان هو فارس من فرسان الملك وقد يكون قريباً. عادت جوثل إلى البرج لتجد أن رابونزل قد رحلت، ولكن اكتشفت المكان الذي وضعت فيه ربانزال حقيبة فلين مع التاج في داخلها وملصقا لطلب القبض على فلين. اعتقدت جوثل أن فلين قد خطف ربانزل ثم مسكت جوثل بسكينٍ، وتتبع عليهما.
أثناء السفر، رابونزل وفلين يزوران حانة «البطابيط المتكببة» (Snuggly Duckling)، التي كانت تبدو أنها مليئة بالأشرار مثل ما حذرت جوثل رابونزل حولهم، ولكن يمتلك كل فرداً منهم أحلامه الخاصة تماماً كما لا رابونزل. وفي ذلك الأثناء تشاهد جوثل القوم خلال نافذة وتسمع رابونزل تقول بان حلمها هو رؤية تلك المصابيح ومغادرة البرج. فجأةً وصل الحراس، ولكن ساعد المجرمون ربانزل وفلين على الهروب. ومع ذلك، في نهاية المطاف يحاصرون فلين وربانزل بالقرب من سد صناعي، الذي يسبب مكسيموس بانهياره من غير قصد. ومن ثم يحاصر فلين ورابونزل في كهفٍ يسد مدخله بصخور انهارت اثر انهيار السد ويمتلئ الكهف شيئا فشيئا بالماء. ويجرح فلين يده بينما كان يحاول من دون جدوى إنقاد رابونزل ونفسه من الغرق. وعندما فكر فلين بأن كلاهما سيموتان، يقول لربانزل أن شخصاً ما يجب أن يعرف أن اسمه الحقيقي هو يوجين فيتزهربرت (Eugene Fitzherbert). وثم تكشف رابونزل لفلين عن قدراتها السّحريّة عندما تجعل شعرها يتوهج وتبدأ بالغناء فيضيء شعرها وعلى أثر الضوء يتمكنان من رؤية ثقب يتسرب منه الماء ويتمكنان من الخروج. في وقت لاحق حول نار المعسكر، رابونزل تشفي جرح يد فلين، وفلين يكشف سبب كونه لصاً. أخيراً يغرما في بعضهم البعض عندما ينظر كل فرد منهما إلى عيون الآخر. فلين يترك المعسكر لجمع المزيد من الحطب، ولكن في حين أنه ذهب تجتمع جوثل سراً مع رابونزل التي تعترف لجوثل بأن لديها مشاعر حب لفلين. ولكن قالت جوثل بأن فلين لا يريد إلا التاج، مدعياً حبها وأنه سوف يغادر عندما تعيد إليه التاج. جوثل تعطي التاج في حقيبة فلين لربانزل وتذهب وتخفي ربانزل الحقيبة ويعود فلين بعد ان يكون جمع الحطب.
في صباح اليوم التالي، يواجه مكسيموس فلين مرة أخرى، ولكن تصادق رابونزل الحصان ويسافرون مع بعضهم البعض إلى المملكة. وفي تلك الليلة، رابونزل تعترف لفلين أنها تخشى أن حلمها قد لا يكون عظيماً كما أنها تتوقع. ويجاوب فلين بلطف أن كل شيء سيكون على ما يرام. ارتفعت الفوانيس إلى السماء، وثم فلين يعطي رابونزل فانوساً وفي المقابل تعطيه له الحقيبة. ولكن دفع فلين بالحقيبة جانباً ونظر إلى عينين رابونزل قائلاً أنه لم يعد يريد التاج. فلين حاول تقبيل رابونزل، ولكنه لاحظ اللصان—شركائه السابقان—من مسافة. فلين يترك رابونزل لمنح التاج للّصان، ولكن اللصان يساعدان جوثل بعد ان اتفقا ان يحصلا على التج والانتقام من فلين مقابل مساعدتها عل. إعادة ربانزل إلى البرج. واللصان ضربا فلين فاقداً عن واعيه، وربطوه إلى قارب، وجعلوه يبحر عبر البحيرة، جعلاً فلين يظهر كأنه يهرب مع التاج. وثم حاول اللصان اختطاف رابونزل، علماً بقدرات شعرها. وثم جوثل تخون اللصان وتقوم بـ «إنقاذ» رابونزل التي تحطم قلبها، وبعد ذلك رابونزل تعود إلى البرج مع جوثل. وفي الوقت نفسه، يستيقظ فلين ويدرك أن رابونزل في مأزق، ولكن كان مربوطاً إلى القارب وثم قبض عليه الحراس، لذلك حاول أن ينادي لها. وحكم على فلين بالإعدام شنقاً من أجل جرائمه ولكنه يكتشف خيانة اللصان الذان تم القبض عليهما. وفجأة جمع الحصان مكسيموس الأشرار من الحانة وأنقذوا فلين وثم ذهب فلين مع مكسيموس لإنقاذ رابونزل.
وفي الوقت نفسه، رابونزل تدرك أنها في الواقع الأميرة المفقودة، وتواجه جوثل مع هذه الحقيقة قائلةً أنها لن تسمح لها أبداً باستخدام شعرها مجدداً. ويصل فلين إلى البرج، ولكن عند الدخول يرى رابونزل مقيدة ومكممة وفجأة طعن فلين بسكين على يد جوثل. رابونزل حاولت الوصول إلى فلين ولكن من دون جدوة. وثم تتعهد رابونزل بالبقاء مع جوثل إلى الأبد إذا سمحت لها ان تعالج جرح فلين. جوثل توافق، ولكن فلين قال لرابونزل أنه يفضل الموت على أن تكون رابونزل سجينة لجوثل. وقبل ان تبدا ربانزل الغناء، يقص فلين شعر رابونزل مما يجعل الشعر بنيّ اللون ويدمر قوة الشّفاء. تصرخ جوثل صرخة مرعبة عندما يتضح سنها الحقيقي وتعود عجوزا شمطاء، وبينما كانت تصرخ وهي تتراجع إلى الخلف بعد ان رات صورتها في المرآة، تسقط جوثل بشعر رابونزل المقصوص وتقع خارج نافذة البرج، وتتحول إلى غبار قبل أن تضرب الأرض. فلين ورابونزل يكشفان عن حبهما لبعضهم البعض، ولكن يموت فلين متأثراً بجروحه. بدأت رابونزل تبكي كما غنت لفلين الأغنية التي كانت تغنيها عندما تستعين بشعرها لشفاء الجروح. دمعتها تسقط مضيئة على خد فلين، وفجأة يعالج جرح فلين ويعود إلى الحياة. بسعادة غامرة، يشتركان رابونزل وفلين في أول قبلة لهما. ثم فلين، ورابونزل، وباسكال، ومكسيموس يعودون إلى القلعة، حيث يتم يلم شمل العائلة الملكية أخيراً. بعد الاحتفال بعودة رابونزل، يتزوج فلين برابوزل ويعيشان سعيدين بعد ذلك. أشرار الحانة يحققون طموحاتهم الفردية والحصان مكسيموس أصبح مسؤول محترم على الحرس الملكي. وعاش الجميع بسعادة وهناء بعد ذلك.

## أداء الأصوات
| اسم الشخصية      | اسم الشخصية بالإنجليزيّة         | مؤدي الصوت الأصليّ (بالإنجليزيّة) | مؤدي الصوت بالدبلجة العربيّة (لهجة مصرية) |
| ---------------- | ------------------------------- | ------------------------------- | ---------------------------------------- |
| الأميرة رابونزل  | Princess Rapunzel               | ماندي مور                       | جاكلين رفيق                              |
| فلين رايدر/يوجين | Flynn Rider/ Eugene Fitzherbert | زاكاري ليفاي                    | علاء خالد                                |
| الأم جوثل        | Mother Gothel                   | دونا مرفي                       | جيهان الناصر                             |
| رابونزل الصغيرة  | Young Rapunzel                  | Delaney Rose Stein              | حبيبة حازم                               |
| ستابينجتون براذر | the Stabbington Brother         | Ron Perlman                     | باسل داوود                               |
| هووك هاند        | Hook-Hand Thug                  | Brad Garrett                    | إلهامي أمين                              |
| كابتن            | Captain of the Guard            | M. C. Gainey                    | سيد الرومي                               |
| شورت ثج          | Short Thug                      | Paul F. Tompkins                | محمود عامر                               |
| لافلورن          | Big Nose Thug                   | Jeffrey Tambor                  | هشام الجندي                              |

أيضاً يشارك:
- براد غارت بدور الشرير ذو اليد الكلاب (Hook-Hand Thug)
- رون برلمان بدور الأخوان ستابينجتون (Stabbington Brothers)
- جيفري تامبور بدور الشرير ذو الأنف الكبير (Big Nose Thug)
- ريتشارد كيل بدور فلادامير (Vladamir)
- م. ك. غايني بدور قائد الحرس (Captain of the Guard)
- بول ف. تومكينز بدور الشرير القصير (Shorty Thug)

## الإنتاج
نشأ مفهوم فيلم الرسوم المتحركة المبني على قصة الأخوان جريم الخيالية «رابونزيل» من إشراف ديزني غلين كين في عام 1996. في عام 2001، طرح كين الفكرة على الرئيس التنفيذي لشركة ديزني آنذاك مايكل إيسنر الذي وافق عليها، لكنه طلب أن يكون الفيلم متحركًا بالكمبيوتر. ومع ذلك، كان كين مترددًا لأنه شعر أن الرسوم المتحركة على الكمبيوتر لم تكن سلسة أو عضوية تمامًا كما كانت الرسوم المتحركة التقليدية. في أكتوبر 2003، تم الإعلان عن الفيلم باسم رابونزيل أن بريديد كميزة رسوم متحركة بالكمبيوتر مجدولة لإصدار عام 2007،  والتي وصفها كين بأنها «نسخة شبيهة بشريك من الفيلم»  والتي تدور حول فيلم كامل مفهوم مختلف. قال كين عن الحبكة الأصلية، «لقد كانت نسخة ممتعة ورائعة وذكية وكان لدينا اثنان من الكتاب الرائعين. ولكن في قلبي من قلوب اعتقدت كان هناك شيء أكثر صدقا وحقيقية كثيرا للخروج من القصة، لذلك وضعنا جانبا وعاد إلى جذور خرافة الأصلية».
في نوفمبر 2005، تم تأجيل فيلم أن بريديد إلى إصدار صيف 2009 لمنح كين «مزيدًا من الوقت للعمل على القصة». وفقًا لإد كاتمول، في مرحلة ما، اقترح آيزنر نفسه استخدام سان فرانسيسكو الحديثة كإعداد أولي في بداية الفيلم ثم نقل البطلة بطريقة ما إلى عالم القصص الخيالية، لكن كين لم يتمكن من جعل هذه الفكرة تعمل. تم إغلاق الفيلم قبل حوالي أسبوع من تعيين كاتمول وجون لاسيتر في الاستوديو في يناير 2006، وكان أحد قراراتهم الأولى هو إعادة تشغيل المشروع وطلب من كين الاستمرار في الفيلم. وكان من أعلن في أبريل 2007 أن آني -رشح الرسوم المتحركة وقصة الفنان دين ويلينز سيكون الفيلم جنبا إلى جنب مع غلين كين-توجيه شارك. في 9 أكتوبر 2008، أفيد أن كين وويلينز قد استقالا من منصبه كمخرجين بسبب التزامات أخرى، واستعيض عنهما بفريق بايرون هوارد وناثان جرينو، المخرج ومخرج القصة المصورة، على التوالي من فيلم الرسوم المتحركة بولت لعام 2008 من ديزني. بقي كين كمنتج تنفيذي ومشرف للرسوم المتحركة، بينما انتقل ويلينز إلى تطوير أفلام قصيرة وروائية أخرى. بعد إطلاق الفيلم، كشف كين أنه «تراجع» عن دور المخرج بسبب نوبة قلبية عام 2008.

## اختيار الممثلين
في 10 سبتمبر 2009، أُعلن أن الممثلة والمغنية وكاتبة الأغاني ماندي مور، التي عملت سابقًا مع ديزني في ديزني تون ستوديوز، أخي الدب 2 (فيلم)، قد تم اختيارها كصوت رابونزيل، وسيقدم الممثل زاكاري ليفي صوت فلين رايدر. اقتربت ماندي مور من المشروع من خلال الاختبار، عندما سمعت أن فيلمًا عن قصة رابونزيل كان يُصنع. وأعربت مور لاحقًا عن أنها كانت تحلم بأن تكون أميرة ديزني منذ أن كانت صغيرة وقالت إنها حققت «حلم طفولتها النهائي» بدور رابونزيل. وصفت نفسها بأنها «معجب جرلي» لأفلام ديزني المتحركة  مثل حورية البحر (فيلم 1989) و الجميلة والوحش (فيلم 1991) وعلاء الدين (فيلم 1992) و الأسد الملك، وكان شرفًا لها أن تكون جزءًا من هذا «الإرث» - نسب أيقونات ديزني هذه. نظرًا لأن الفيلم كان سيصبح موسيقيًا، فقد كان مطلوبًا أن يقرأ جميع الخاضعين للاختبار العديد من المشاهد وأداء أغنية من اختيارهم، للتأكد من أن الممثلين الصوتيين يمكنهم التمثيل والغناء. في قسم الغناء هذا، اختارت مور أغنية هلب مي لجوني ميتشل  وهي أغنية قامت بتغطيتها بنفسها في ألبومها الرابع، تغطية (2003). كشفت مور أنها اضطرت لحضور عدة جلسات اختبار  ووصفت التجارب بأنها «ممتعة جدًا» لكنها لم تضع الكثير من الأمل في الحصول على الدور لأنها تعتقد أنه سيكون هناك الكثير من المنافسة على هذا الدور؛  لقد قدمت أفضل أداء لها دون أي قلق. عندما تلقت مكالمة هاتفية من ديزني تخبرها بأنها حصلت على الدور، وصفت مور نفسها بأنها «فوق القمر»: «كنت أعمل في نيويورك في ذلك الوقت. كنت مع بعض الأصدقاء وزوجي - وصرخت فور علمي بالخبر». وبحسب ما ورد كلف الفيلم أكثر من 260 مليون دولار لإنتاجه. وبحسب ما ورد كلف الفيلم أكثر من 260 مليون دولار لإنتاجه.

### الكتابة وتنمية الشخصية
عندما سُئلت ماندي مور عن شخصية رابونزيل، قالت إن رابونزيل كانت شخصية مترابطة ووصفتها بأنها امرأة "عصر النهضة، بوهيمية"  بدلاً من أميرة ديزني النموذجية: قال مور "[رابونزيل] لا يعرف إنها أميرة [حتى نهاية الفيلم]. إنها حقًا متحمسة نوعًا ما لمعرفة ما هو موجود خارج هذا البرج المجنون الذي عاشت فيه لمدة 18 عامًا، "وأنها مستقلة جدًا، ويمكنها الاعتناء بنفسها، وهي بالتأكيد توصلت إلى طرق مسلية حقًا تبقي نفسها مشغولة ". صرحت مور أيضًا أنها لم يكن لها تأثير كبير على رابونزيل: "تم تطوير الشخصية بطريقة قبل أن يكون لدي أي علاقة بها".
وفقًا لـ جرينو، كانت إحدى أصعب المشكلات أثناء تطوير حبكة الفيلم هي كيفية إخراج رابونزيل من البرج دون إنهاء الفيلم فورًا، حيث هربت بذلك من الأم جوثيل ولم يكن لديها أي أهداف محددة أخرى لمتابعة. في أحد الاجتماعات ذات يوم، طرح رسام الرسوم المتحركة جون ريبا فكرة تبين أنها الحل الذي كانوا يبحثون عنه: الفوانيس العائمة الغامضة.

## الإصدار
تم إصدار تانجليد بواسطة استوديوهات والت ديزني للترفيه المنزلي كحزمة التحرير والسرد المكونة من أربعة أقراص في 29 مارس 2011. تتضمن حزمة التحرير والسرد بلو راي وبلو راي قياسي ودي في دي ونسخة رقمية. تتوفر أيضًا حزمة التحرير والسرد بلو راي / دي في دي ثنائية القرص ودي في دي واحد. تتضمن ميزات المكافآت الخاصة بـ بلو راي المشاهد المحذوفة، وتسلسلَي افتتاح بديل، وأغنيتين ممتدة، ونظرة داخلية على كيفية صنع الفيلم. يتضمن قرص دي في دي فقط فتحتين أصليتين في القصص القصيرة والعد التنازلي لميزة الرسوم المتحركة الخمسين.
تجاوزت مبيعات تانجليد في الولايات المتحدة وكندا 95 مليون دولار من مبيعات أقراص دي في دي وبلو راي، وهي أعلى مبيعات دي في دي لعام 2011 ؛ تجاوزت مبيعات الفيديوهات المنزلية الخاصة به أرباح الفيلم في أسبوعه الأول في دور العرض. باع الفيلم عددًا قياسيًا يبلغ 2,970,052 وحدة (ما يعادل 44,521,079 دولارًا) في أسبوعه الأول في أمريكا الشمالية ، وهو أكبر افتتاح لقرص دي في دي لعام 2011. سيطر لمدة أسبوعين على مخطط مبيعات دي في دي وباع 6,657,331 وحدة (102,154,692 دولارًا أمريكيًا) اعتبارًا من 18 يوليو 2012. وقد باعت أيضًا 2,518,522 وحدة بلو راي (59,220,275 دولارًا أمريكيًا) بحلول 29 مايو 2011. اعتبارًا من 20 يناير 2016، حصل الفيلم على إجمالي 215 مليون دولار من مبيعات الفيديو المنزلي في الولايات المتحدة وكندا (155 مليون دولار من مبيعات دي في دي و 60 مليون دولار من مبيعات بلو راي. تم إصدار تانجليد على بلو راي عالي الدقة في 5 نوفمبر 2019.

## الاستقبال

### شباك التذاكر
تم عرض تانجليد لأول مرة في باريس في 17 نوفمبر ، وعرضه حصريًا في مسرح جراند ريكس قبل أسبوعين من إصداره الفرنسي الواسع. مع بيع أكثر من 3800 تذكرة في يوم الافتتاح ، سجلت رقما قياسيا جديدا للأفلام التي يتم عرضها في مسرح واحد. كان لديه عطلة نهاية أسبوع افتتاحية في جميع أنحاء العالم بقيمة 86.1 مليون دولار ،  ووصل إلى قمة شباك التذاكر في جميع أنحاء العالم مرة واحدة، في نهاية الأسبوع الحادي عشر (4-6 فبراير 2011)، مع 24.9 مليون دولار. حصل تانجليد على 200,821,936 دولارًا أمريكيًا في أمريكا الشمالية، و 391,639,796 دولارًا أمريكيًا في بلدان أخرى ، ليصبح المجموع العالمي 592,461,732 دولارًا أمريكيًا. كان هذا هو ثالث فيلم ديزني يظهر في أفضل 10 أفلام لعام 2010. اعتبارًا من عام 2017، كان سادس أعلى فيلم في جميع أنحاء العالم من إنتاج استديوهات والت ديزني للرسوم المتحركة (كاليفورنيا)، خلف ملكة الثلج (فيلم 2013) و زوتوبيا و الأسد الملك و الأبطال الستة و موانا (فيلم 2016) .
حصل تانجليد على 11.9 مليون دولار في افتتاحه يوم الأربعاء،  محطمًا الرقم القياسي لأكبر افتتاح قبل عيد الشكر يوم الأربعاء، وهو رقم قياسي احتفظ به سابقًا شركة والت ديزني · بيكسار حكاية لعبة 2 . في أول عطلة نهاية أسبوع من إطلاقه، حصل على 48.8 مليون دولار (أعلى افتتاح لـ استوديوهات والت ديزني للرسوم المتحركة، متجاوزًا الأسد الملك (40.9 مليون دولار)، وتجاوزه لاحقًا كل من رالف المدمر (49 مليون دولار) و ملكة الثلج (فيلم 2013) (67.4 مليون دولار))، ليحتل المركز الثاني في الفترة بعد هاري بوتر ومقدسات الموت – الجزء 1 (فيلم)، والذي كسب 49.1 مليون دولار. حصل تانجليد على سادس أعلى افتتاح في عطلة نهاية الأسبوع لفيلم لم يظهر لأول مرة في المركز الأول. خلال فترة إجازة عيد الشكر التقليدية من الأربعاء إلى الأحد، سجلت 68.7 مليون دولار، واحتل المركز الثاني مرة أخرى. احتفل تانجليد أيضًا بثاني أكبر افتتاح لعيد الشكر لمدة 3 أيام و 5 أيام بعد حكاية لعبة 2 . خلال عطلة نهاية الأسبوع الثانية (بعد عيد الشكر)، انخفض تانجليد بنسبة 56 ٪ إلى 21.6 مليون دولار ، على الرغم من قفزه إلى المركز الأول في شباك التذاكر. بإجمالي إجمالي نهائي قدره 200.8 مليون دولار ، يعد هذا الفيلم العاشر من حيث أعلى الإيرادات لعام 2010،  والفيلم العاشر لعام 2010 الذي يتجاوز 200 مليون دولار؛  كان رابع أبطأ فيلم يجتاز هذه العلامة. غير معدّل للتضخم، هو تاسع أعلى فيلم من إنتاج استوديوهات والت ديزني للرسوم المتحركة ، خلف الأسد الملك (422.8 مليون دولار)، فروزن (400.7 مليون دولار)، زوتوبيا (341.3 مليون دولار)، موانا (248.7 مليون دولار)، بيج هيرو 6 (221.3 مليون دولار)، الجميلة والوحش (فيلم 1991) (219 مليون دولار)، علاء الدين (217.4 مليون دولار)، ورالف بريكس الإنترنت(201.1 مليون دولار).
في عطلة نهاية الأسبوع الافتتاحية، كسب 17.4 مليون دولار في ثماني مناطق واحتلت المرتبة الثانية في عطلة نهاية الأسبوع خلف هاري بوتر والأقداس المهلكة- الجزء الأول (117.3 مليون دولار). وصلت إلى المركز الأول في شباك التذاكر الأسبوعية خارج أمريكا الشمالية ثلاث مرات في عام 2011. كان الفيلم سابع أعلى فيلم في عام 2010 وثالث أعلى فيلم رسوم متحركة في عام 2010. في روسيا ورابطة الدول المستقلة، سجلت رقماً قياسياً في افتتاح عطلة نهاية الأسبوع بين أفلام الرسوم المتحركة غير التكميلية (تجاوزها لأول مرة ريو) وبين أفلام والت ديزني للرسوم المتحركة (تجاوزها فيلم فروزن). كانت أعلى أسواقها من حيث الأرباح خارج أمريكا الشمالية هي ألمانيا (44.2 مليون دولار)، حيث كانت أعلى فيلم رسوم متحركة لعام 2010،  تليها فرنسا ومنطقة المغرب العربي (39.4 مليون دولار) والمملكة المتحدة وأيرلندا ومالطا (32.9 مليون دولار)).

### استقبال نقدي
تمنح روتن توميتوز الفيلم نسبة موافقة تبلغ 89٪ بناءً على 226 مراجعة ومتوسط درجات 7.50 / 10. الإجماع النقدي للموقع هو: «بينما بعيدًا عن أعظم أفلام ديزني ، يعتبر تانجليد إضافة مذهلة بصريًا ومسلية تمامًا إلى الرسوم المتحركة الكلاسيكية في الاستوديو.»  مجمع مراجعة آخر ، ميتاكريتيك الذي يعين متوسط درجة مرجحة بناءً على مراجعات من نقاد السينما السائدة، قام بحساب درجة 71/100 بناءً على 34 مراجعة، مما يشير إلى «المراجعات الإيجابية بشكل عام». وفقًا لاستطلاعات سينماسكور التي أجريت خلال عطلة نهاية الأسبوع الافتتاحية ، كان متوسط درجات رواد السينما الذين منحوا تانجليد علامة "A +" على مقياس A + إلى F.
استعرض أنتوني سكوت من صحيفة نيويورك تايمز الفيلم بشكل إيجابي باعتباره "الميزة الخمسين للرسوم المتحركة من ديزني، وينقل مظهره وروحه جودة معدلة ومحدثة ولكن مع ذلك صادقة وواضحة من طراز ديزني القديم."  كتب الناقد السينمائي في فيلم تايم (مجلة) ريتشارد كورليس أن لعبة تانجليد"تخوض في أسلوب دريم ووركس أنيميشن في الكمامات والساس الذي عفا عليه الزمن"، بينما أشاد بالفيلم لتحقيقه "المزيج المعقد من الرومانسية والكوميديا والمغامرة والقلب الذي يحدد أفضل ميزات ديزني. أدرج كورليس تانجليد في 19 في قائمة أفضل 25 فيلم رسوم متحركة على الإطلاق. منح كينيث توران من صحيفة لوس أنجلوس تايمز للفيلم أربعة نجوم من أصل خمسة ؛ ووصف الفيلم بأنه "مظهر رائع للرسوم المتحركة بالكمبيوتر يتميز بمناظر طبيعية غنية وشخصيات تبدو أكثر اكتمالاً وواقعية مما كانت عليه في الماضي."  أعطت ساندي أنجولو تشين من كومون سينس ميديا الفيلم خمسة من أصل خمسة نجوم، وكتبت، "مغامرة الأميرة الرائعة ممتعة ، مع رسائل رائعة."  أعرب جايل كوبر من إن بي سي نيوز عن أن فيلم تانجليد قد يكون أفضل فيلم ديزني في كل العصور.
علق جيمس بيراردينيللي على موقع المراجعة الخاص به ريل فيوز أن الفيلم «مسل وممتع ، لكنه ليس رائدًا.» وذكر أيضًا أن رابونزيل «لا يُنسى مثل سنو وايت، أو آرييل، أو بيل» وكذلك ذكر أن «الأغاني ليست جذابة ولا تنسى». افتتح تود مكارثي، مراجع الأفلام في هوليوود ريبورتر مراجعته بقول: «كان سيكون من الرائع لو كان فيلم الرسوم المتحركة الخمسين من إنتاج شركة ديزني أحد أفضل أفلامه ، وهو فيلم يمكن أن يتماشى مع كلاسيكيات الاستوديو، ولكن على العالم أن يفعل ذلك استفد من لعبة تانجليد، وهي مزيج ترفيهي مقبول من تقنيات الرسوم المتحركة القديمة والجديدة، والأحاسيس المختلطة والحسابات التجارية المغطاة.» 

## الجدل حول تغيير العنوان
عندما بدأ الإنتاج لأول مرة، تمت ترقية الفيلم على أنه عنوان رابونزيل أن بريديد، والذي تم تغييره لاحقًا إلى رابونزيل. فيلم الرسوم المتحركة السابق لـ ديزني الأميرة والضفدع في عام 2009، بينما لاقى استحسان العديد من النقاد  وحصد ما يقرب من 270 مليون دولار من جميع أنحاء العالم لم يكن ناجحًا كما كانت ديزني تأمل. كاتمول أن أعترف في وقت لاحق في الكتابة أن الإيمان ديزني للرسوم المتحركة التي الأميرة والضفدع نوعية ممتازة سيجلب في جميع الجماهير بغض النظر عن كلمة «أميرة» في العنوان كان نسختهم من «حبوب منع الحمل غبي.»  من أجل تسويق الفيلم لكلا الجنسين والفئات العمرية الإضافية ، غيرت ديزني اسم الفيلم من رابونزيل إلى تانجليد مع التأكيد أيضًا على فلين رايدر، الشخصية الذكورية البارزة في الفيلم ، موضحًا أن قصته لا تقل أهمية عن قصة رابونزيل. تم انتقاد ديزني لتعديلها العنوان كاستراتيجية تسويق. قال فلويد نورمان رسام الرسوم المتحركة السابق في ديزني وبيكسار وفنان القصة ، «إن فكرة تغيير عنوان فيلم كلاسيكي مثل رابونزيل إلى تانجلد هي فكرة غبية. أنا مقتنع بأنهم لن يكسبوا شيئًا من هذا باستثناء أن يرى الجمهور أن ديزني تحاول يائسة العثور على جمهور».
في 24 نوفمبر 2010، يوم إصدار الفيلم، اعترض المخرجان ناثان جرينو وبايرون هوارد على التقارير التي تفيد بأن تغيير العنوان كان قرارًا تسويقيًا. قالوا إنهم غيروا العنوان من رابونزيل إلى تانجليد لأن رابونزيل ليس الشخصية الرئيسية الوحيدة في الفيلم. ذهبوا ليقولوا إنه لا يمكنك تسمية حكاية لعبة «بظ يطير»، وكانوا بحاجة حقًا إلى عنوان يمثل ماهية الفيلم، وأنه ثنائي وهو من النجوم رابونزيل وفلين رايدر.
في مارس 2014، أوضح المنتج التنفيذي جون لاسيتر أن ديزني قد غيرت الاسم لتحسين جاذبية الفيلم للأرباع الأربعة: "كان هناك تصور لدى الجمهور بأن هذه الأفلام مخصصة للفتيات الصغيرات فقط، ولكن عندما يكون الأولاد ، الرجال ، أيًا كان مشاهدة هذه الأفلام [،] يحبونها. لذا في رابونزيل… قمنا بتغيير الاسم وأطلقنا عليه اسم تانجليد. ونحن لم تسويق التي جعلت الناس الذين لا تظهر عادة حتى يقول: "مهلا، هذا تبدو جيدة جدا." 

## الجوائز
| مجموعة                                      | الفئة | نتيجة |
| ------------------------------------------- | --- | ----- |
| 83 حفل توزيع جوائز الأوسكار                 | أفضل أغنية أصلية (" I See the Light ")                                                                       | رُشِّح   |
| جوائز آني الثامنة والثلاثون                 | أفضل فيلم رسوم متحركة طويل                                                                                   | رُشِّح   |
| جوائز آني الثامنة والثلاثون                 | الكتابة في إنتاج روائي طويل (دان فوغلمان)                                                                    | رُشِّح   |
| جوائز الأكاديمية البريطانية للأطفال (BAFTA) | الفيلم المفضل                                                                                                | رُشِّح   |
| جوائز جمعية نقاد بث الأفلام 2010            | أفضل فيلم رسوم متحركة طويل                                                                                   | رُشِّح   |
| جوائز جمعية نقاد بث الأفلام 2010            | أفضل أغنية ("I See the Light")                                                                               | رُشِّح   |
| جوائز جولدن جلوب رقم 68                     | أفضل فيلم رسوم متحركة طويل                                                                                   | رُشِّح   |
| جوائز جولدن جلوب رقم 68                     | أفضل أغنية ("I See the Light")                                                                               | رُشِّح   |
| جوائز جولدن ريل                             | أفضل مونتاج صوتي: موسيقى في فيلم موسيقي طويل                                                                 | رُشِّح   |
| جوائز جرامي الرابعة والخمسون                | أفضل موسيقى تصويرية مجمعة للوسائط المرئية                                                                    | رُشِّح   |
| جوائز جرامي الرابعة والخمسون                | أفضل أغنية مكتوبة لوسائل الإعلام المرئية ("I See the Light")                                                 | فوز   |
| جمعية لاس فيغاس لنقاد السينما               | أفضل أغنية ("I See the Light")                                                                               | فوز   |
| جوائز الأفلام الوطنية لعام 2011             | رسوم متحركة                                                                                                  | فوز   |
| جوائز جمعية جمعية نقاد فيلم فينيكس          | أفضل فيلم رسوم متحركة                                                                                        | رُشِّح   |
| جوائز جمعية جمعية نقاد فيلم فينيكس          | أفضل أغنية أصلية ("لدي حلم")                                                                                 | رُشِّح   |
| جوائز ساتورن السابعة والثلاثون              | أفضل فيلم رسوم متحركة                                                                                        | رُشِّح   |
| جوائز اختيار المراهقين لعام 2011            | اختيار صوت فيلم الرسوم المتحركة (زاكاري ليفي)                                                                | رُشِّح   |
| جوائز جمعية المؤثرات البصرية التاسعة        | رسوم متحركة رائعة في صورة متحركة مميزة (كلاي كايتيس ، جون كاهرس ، جلين كين ، روي كونلي)                      | رُشِّح   |
| جوائز جمعية المؤثرات البصرية التاسعة        | شخصية متحركة رائعة في فيلم رسوم متحركة مميز (توني سميد، إيمي سميد، بيكي بريسي، كيرا ليهتوماكي عن "رابونزيل") | رُشِّح   |